# Cuentos de soldados y civiles
Cuentos de soldados y civiles (en inglés: Tales of Soldiers and Civilians) es una colección de cuentos de Ambrose Bierce, también publicada bajo el título In the Midst of Life (En medio de la vida). Con una fecha de publicación declarada de 1891 (pero en realidad publicada a principios de 1892). Las historias describen incidentes inusuales en las vidas de soldados y civiles durante la Guerra de Secesión. El humor y el terror pintan un panorama sombrío de la guerra, marcado por la violencia, el aislamiento y la locura inminente. A pesar del tema, el tono macabro se equilibra con la prosa satírica del autor y su característica ligereza.  Cuentos de soldados y civiles fue nombrado por el Club Grolier como uno de los 100 libros estadounidenses más influyentes impresos antes de 1900, afirmando "Estos cuentos se encuentran entre los mejores y más conocidos de la literatura estadounidense... Escritos en un estilo claro y simple, donde cada frase contribuye al efecto total, los cuentos de Bierce señalaron el camino para el escritor estadounidense de cuentos".  El famoso cuento de Bierce El incidente del Puente del Búho está incluido en esta colección.

## Trasfondo
Bierce asistió brevemente al Instituto Militar de Kentucky.  Al comienzo de la guerra de Secesión, se alistó en el 9.º Regimiento de Infantería de Indiana del ejército de la Unión. Participó en las operaciones en Virginia Occidental (1861), estuvo presente en la batalla de Philippi (la primera acción terrestre organizada de la guerra) y recibió atención de los periódicos por su audaz rescate, bajo fuego, de un camarada gravemente herido en la batalla de Rich Mountain. Bierce luchó en la batalla de Shiloh (abril de 1862), una experiencia aterradora que se convirtió en fuente de varios cuentos y de las memorias Lo que vi de Shiloh. 
En abril de 1863 fue nombrado primer teniente y sirvió en el personal del general William Babcock Hazen como topógrafo, elaborando mapas de posibles campos de batalla.  Como oficial de estado mayor, Bierce se hizo familiar a generales destacados como George H. Thomas y Oliver O. Howard, quienes apoyaron su solicitud de admisión a West Point en mayo de 1864. El general Hazen creía que Bierce se graduaría de la academia militar "con distinción" y William T. Sherman también respaldó la solicitud de admisión, aunque afirmó que no tenía ningún conocimiento personal de Bierce.  En junio de 1864, Bierce sufrió una traumatismo craneoencefálico en la Batalla de la montaña Kennesaw y pasó el resto del verano de licencia, volviendo al servicio activo en septiembre.   Fue dado de baja del ejército en enero de 1865.
Su carrera militar se reanudó a mediados de 1866, cuando se unió al general Hazen como parte de una expedición para inspeccionar puestos militares en las Grandes Llanuras. La expedición viajó a caballo y en carreta desde Omaha, Nebraska, y llegó hacia finales de año a San Francisco, California. En la ciudad, Bierce recibió el rango de mayor antes de renunciar al ejército.
El biógrafo Richard O'Connor afirmó que "la guerra fue lo que hizo a Bierce como hombre y como escritor... [se volvió] verdaderamente capaz de transferir los cuerpos ensangrentados y sin cabeza y los cadáveres devorados por jabalíes del campo de batalla al papel". 
Las historias de guerra de Bierce están muy alejadas de los presidentes, generales y grandes temas de la época. Tratan de personas que se ven atrapadas sin poder hacer nada en la picadora de carne de la guerra y que son destrozadas por ella. Este enfoque de la ficción de la Guerra Civil está muy alejado de la ficción de novela de diez centavos sobre el combate en el siglo XIX, donde los héroes bidimensionales caen -si es que caen- atravesados limpiamente por una bala y profiriendo palabras tranquilizadoras a sus camaradas mientras la vida se desvanece pintorescamente. Los cuentos son un correctivo a los conceptos erróneos populares y románticos sobre la guerra y obligan a ver cómo los hombres son aplastados en ella. 
Hasta el final de su vida, nada enfurecería tanto a Bierce como escuchar relatos del honor y la gloria de la guerra de personas que nunca la habían visto ni experimentado personalmente. 

## Publicación
En el prefacio de la primera edición, Bierce sostuvo que las principales editoriales del país habían "negado la existencia del libro".  Atribuyó la publicación final del libro a su amigo E. L. G. Steele, un comerciante de San Francisco, que figuraba con los derechos de autor de 1891. 
En 1898, el libro fue reeditado junto con otras historias por G. P. Putnam's Sons bajo el título In the Midst of Life.  George Sterling, en la introducción a una edición posterior (1927), señaló que como resultado de "críticos obtusos y un público ignorante", el libro no logró convertirse en la sensación que Bierce había esperado. 
La publicación original contenía diecinueve historias, mientras que en publicaciones posteriores el número aumentó: en 1898 a 22, y en 1909 a 26.  Las diecinueve historias originales se conservaron en la publicación de 1898, pero no se conservaron en su totalidad en la edición de 1909.  Cuatro de ellos fueron transferidos por Bierce a su colección Collected Works, Can Such Things Be?  De manera similar, Bierce trasladó ocho historias a la versión de 1909 de En medio de la vida desde la edición de 1893 de ¿Pueden ser tales cosas?  Dieciséis de las historias originales fueron publicadas inicialmente en el San Francisco Examiner. 

## Estructura
Dado que el libro es una compilación de cuentos cortos, no hay una trama general. Sin embargo, hay elementos literarios o recursos argumentales que se comparten a lo largo de toda la obra. Las historias de Bierce a menudo comienzan a mitad de la trama, con detalles relevantes retenidos hasta el final, donde la resolución dramática se desarrolla inesperadamente, hasta un grado en que la mayoría son considerados finales inesperados. George Sterling describió sus personajes así: "Sus héroes, o más bien sus víctimas, son hombres solitarios que pasan a destinos impredecibles y que escuchan, desde criptas inaccesibles del espacio, las voces de malevolencias invisibles". 
El libro está dividido en dos segmentos: soldados y civiles. En estos cuentos, Bierce utiliza números romanos para delimitar segmentos. Por ejemplo, Un jinete en el cielo tiene once páginas, pero cuatro partes. 
| Soldados | Civiles |
| --- | --- |
| Un jinete en el cielo El incidente del Puente del Búho Chickamauga Un hijo de los dioses Uno de los desaparecidos Muerto en Resaca El caso del desfiladero de Coulter Una lucha difícil Coup de grâce Parker Adderson, filósofo | Un vigilante junto al muerto El hombre y la serpiente Un terror sagrado El entorno conveniente Un habitante de Carcosa La ventana entablada El dedo medio del pie derecho El pastor de Haita Una dama de Redhorse |

En 1892 y 1898, Bierce amplió gradualmente los Cuentos añadiendo nuevas historias (por ejemplo, Los ojos de la pantera). En sus Obras completas, varias historias con elementos sobrenaturales (por ejemplo, Una dura pelea) fueron trasladadas de Cuentos de soldados y civiles a otro libro: Can Such Things Be?

## Recepción
Cerca de su publicación, el New York Tribune escribió que "Estos cuentos son tan originales que desafían la comparación... raros y curiosos... No hay nada parecido en la ficción".  Sin embargo, debido a que los Cuentos de soldados y civiles de Bierce ocurren durante la guerra de secesión, a menudo se los compara con El rojo emblema del valor de Stephen Crane. Las críticas contemporáneas sugirieron que los escritos de Bierce tenían comparativamente más valor, evidenciado por críticas como la del Rochester Post-Express, que afirmó: "Las imágenes de la guerra civil de Bierce son mucho más valiosas que El rojo emblema del valor de Crane", y la del Cincinnati Commercial Tribune: "El trabajo de Bierce muestra mucha más imaginación y una mejor comprensión del pensamiento y los acontecimientos que el de Crane". 
El tratamiento de la guerra de Bierce anticipa y es paralelo a la posterior llegada de Ernest Hemingway, mientras que los relatos sobre civiles influyen posteriormente en los escritores de terror. 
Muchos críticos han señalado la fuerte ironía de la colección, particularmente en sus descripciones del heroísmo y la guerra.  Aquellos soldados que aspiran a virtudes "varoniles" en el campo de batalla a menudo sólo añaden más horrores a la guerra que los rodea, como el teniente Brayle de Muerto en Resaca, cuyo valiente sacrificio inspira a cien hombres a cargar innecesariamente hacia una muerte segura, o El caso del desfiladero de Coulter, en el que el sentido del deber de un oficial le lleva a bombardear deliberadamente su propia casa, matando a su familia.  Los relatos de Bierce pueden entonces leerse como evocadores de una "crisis de identidad masculina"  en la que un comportamiento exageradamente "masculino" paradójicamente surge de una inseguridad "femenina" y del deseo de impresionar a los demás. 
Las historias de guerra también son notables por su descripción franca de las heridas no sólo de los soldados, sino también de las mujeres (en Chickamauga) y los niños (en El caso del desfiladero de Coulter), un enfoque que era muy raro en la época de Bierce. Este espantoso costo físico de la guerra se yuxtapone, a menudo de manera explícita, con el retrato idealizado de la guerra presentado por algunos de los oficiales y políticos de la colección. 
Bierce fue criticado por sus contemporáneos y estudiosos posteriores por buscar deliberadamente la improbabilidad y por su inclinación hacia los giros argumentales.  En sus cuentos posteriores, aparentemente bajo la influencia de Maupassant, Bierce "se dedicó a escandalizar a la audiencia", como si su propósito fuera "atacar la presumida seguridad intelectual del lector". También se ha señalado la inclinación de Bierce hacia el naturalismo:  "La calidad mordaz y burlona de su sátira, desequilibrada por cualquier compasión hacia sus objetivos, a menudo se tomaba como una mezquindad mezquina, que mostraba desprecio por la humanidad y una intolerancia hasta el punto de la crueldad despiadada". Stephen Crane pertenecía a la minoría de los contemporáneos de Bierce que valoraban los cuentos experimentales de Bierce. 
En su ensayo El horror sobrenatural en la literatura, H. P. Lovecraft caracterizó la obra de ficción de Bierce como "sombría y salvaje". Lovecraft considera que casi todas las historias de Bierce son del género de terror y algunas brillan como grandes ejemplos de weird fiction. 
Se cree que los cuentos de Bierce, Haíta el pastor y Un habitante de Carcosa influyeron en los cuentos de El rey de amarillo (1895) del primer escritor de weird fiction Robert W. Chambers, que incluían a Hastur, Carcosa, el lago Hali y otros nombres y lugares iniciados en estos cuentos.  Chambers, a su vez, influyó en H. P. Lovecraft y en gran parte de la ficción de terror moderna.
El libro y sus historias han influido en otros escritores. Por ejemplo, en el novelista mexicano Carlos Fuentes, autor de la novela El viejo gringo, quien dijo: “Lo que inició esta novela fue mi admiración por Ambrose Bierce y por sus Cuentos de soldados y civiles ”. 

## Adaptaciones
- Se han hecho al menos tres películas de  El incidente del Puente del Búho. En 1929, Charles Vidor realizó una versión cinematográfica muda, The Bridge. [31] En 1962 se estrenó una versión francesa llamada La Rivière du Hibou, dirigida por Robert Enrico; [32] esta película en blanco y negro narra fielmente la narrativa original mediante voz en off. En 1964 se emitió en la televisión estadounidense como uno de los episodios finales de la serie de televisión The Twilight Zone: An Occurrence at Owl Creek Bridge. [33] Antes de The Twilight Zone, la historia había sido adaptada como un episodio de Alfred Hitchcock presenta. [34] En 2005 se estrenó otra versión, dirigida por Brian James Egen. También fue adaptada para los programas de radio de CBS Escape (1947), Suspense (1956, 1957, 1959) y Radio Mystery Theater (1974).
- Se hicieron dos adaptaciones del cuento Los ojos de la pantera. Se desarrolló una versión para la serie Nightmare Classics de Shelley Duvall y se lanzó en 1990. Tiene una duración de unos 60 minutos. [35] En 2007, el director Michael Barton lanzó una versión más corta que dura aproximadamente 23 minutos. [36]